# Scyphoniscus waitatensis
Scyphoniscus waitatensis är en kräftdjursart som beskrevs av Charles Chilton 1901. Scyphoniscus waitatensis ingår i släktet Scyphoniscus och familjen Scyphacidae. Inga underarter finns listade i Catalogue of Life.